# Sahnish
Cet article concerne le peuple arikara. Pour la langue arikara, voir Arikara (langue).
Les Arikaras ou, comme ils préfèrent se nommer, les Sahnishs, sont une tribu amérindienne d'agriculteurs vivant dans le Dakota du Nord. Proches des Pawnees, ils appartiennent à la famille linguistique des Caddos.

## Histoire
Les Sahnishs sont sans aucun doute originaires de l'est du Nebraska où de nombreux restes archéologiques ont été trouvés. L'aventurier français Étienne Véniard de Bourgmont passe plusieurs années dans la région vers 1714 et décrit plusieurs villages sahnishs sur le bord du Missouri. En 1723, les Sahnishs se déplacent dans le sud du Dakota sur la Grand River.
En 1738, Pierre Gaultier de Varennes et de La Vérendrye, un commerçant de fourrures venant de Montréal et cherchant une route jusqu'au Pacifique, séjourne dans des villages sahnishs près de l'embouchure de la rivière Cannonball. C'est Jean-Baptiste Truteau, un trappeur français, qui le premier demeure longtemps parmi eux vers 1794-1795.
La tribu se déplace fréquemment sous la houlette de son chef, Neesaau ti naacitakUx, lorsqu'elle rencontre l'expédition Lewis et Clark à l'embouchure de la Grand River en 1804. Elle compte environ 3 000 personnes.

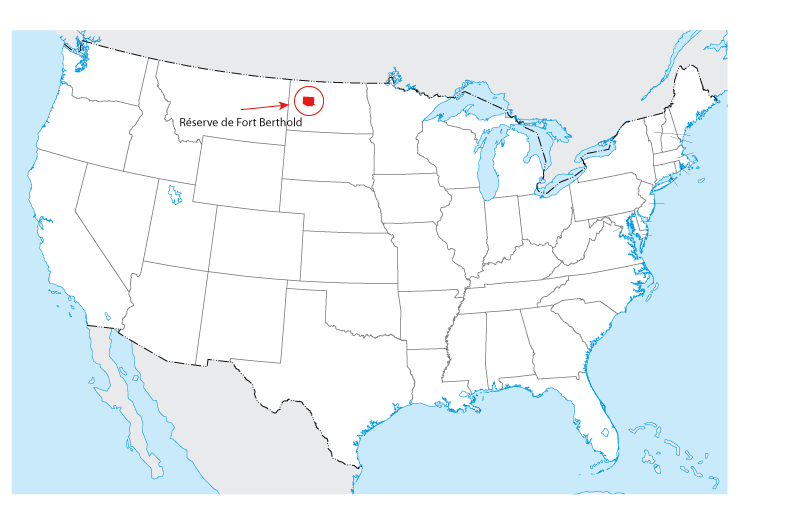
Réserve indienne de Fort Berthold, où vivent les indiens Sahnishs

Le 10 juin 1833, George Catlin passe à proximité des villages sahnishs mais ne s'y arrête pas, les pensant hostiles.
De mauvaises récoltes et des conflits avec les Mandans obligent les Sahnishs à rejoindre les Pawnees dans le Nebraska. Mais le danger représenté par les Sioux et les Blancs les forcent à nouveau à migrer le long de la rivière Missouri. Plusieurs épidémies de variole les frappent durement, notamment en 1836-1837 puis en 1856.
Affaiblie par la maladie et soumise à nouveau aux attaques sioux, la tribu est réduite de moitié. En 1862, au terme d'une dernière errance, les Sahnishs se joignent aux Mandans et aux Hidatsas, au sein de la nation Mandan, Hidatsa et Arikara, dans un village nommé Like-A-Fishhook (en) où ils demeurent aujourd'hui.
Leur population est actuellement légèrement supérieure à 3 000.

## Représentation dans la culture

### Cinéma
Dans le film The Revenant (2015), une tribu d'Arikara s'attaque à des trappeurs américains, dont le protagoniste, dans une Amérique sauvage du XIXe siècle.